# 格拉斯哥桥 (密苏里州)
格拉斯哥桥（英語：Glasgow Bridge）是美国密苏里州格拉斯哥的一座五跨桁架桥，跨越密苏里河，承载240号密苏里州州道，连接了霍华德县和薩林縣。